# Tumulus de la Folatière
Le tumulus de la Folatière est situé dans la commune de Luxé dans le département de la Charente, en France.

## Historique
L'édifice est décrit en 1848 par Michon qui mentionne que les habitants s'en servent occasionnellement de carrière. Il a été classé monument historique le 9 janvier 1957. L'édifice n'a jamais été ni fouillé ni étudié de manière précise.

## Description
Le tumulus et le dolmen de la Folatière, distant d'une centaine de mètres au nord-est, ont tous deux été édifiés sur une petite hauteur dominant une boucle de la Charente. Selon Michon, il mesurait 120 m de longueur sur 20 m de hauteur au milieu du XIXe siècle. Il mesure désormais 143 m de longueur sur 10 m de hauteur, ce qui laisse entendre que l'édifice s'est affaissé sur lui-même en raison des prélèvements de pierres qu'il a subi. Selon Michon, l'extrémité sud-est de l'édifice comportait quatre éminences coniques et le tumulus était encadré par deux dolmens désormais détruits.

### Dolmen du Roc
En 1966, Étienne Patte indique qu'il existait, au sud du grand tumulus, un tumulus circulaire plus petit, d'environ 40 m de diamètre, d'où émergeait un énorme bloc de calcaire, ainsi connu sous le nom de dolmen du Roc, qui correspondait à la table de couverture que Auguste-François Lièvre fit sauter à la dynamite pour étudier l’intérieur de la chambre. Celle-ci était partagée en deux espaces par un pilier de 1,70 m de hauteur, large de 0,75 m et épais de 0,30 m. Le pilier était gravé d'une crosse d'environ 0,50 m de hauteur. Le fragment du pilier comportant ce décor est conservé au musée d'Angoulême.
Le mobilier découvert par Lièvre se compose d'une coupe à socle décorée de deux bandes de triangles en pointillés attribuée au Chasséen, trois poinçons en os et divers éclats de silex.

### Dolmen de Bel Air
Il se situait à quelques mètres du dolmen du Roc, de l'autre côté du chemin. La table fut transportée près du hameau de Bel Air. Vers 1880, seul subsistait un pilier affleurant du sol.